# 白鳥真太郎
白鳥 真太郎（しらとり しんたろう、1947年 - ）は、日本の広告写真家。公益社団法人日本広告写真家協会（APA）会長（2008年 - ）。日本写真家協会会員。

## 人物
長野県松本市生まれ。長野県松本深志高等学校を経て、千葉大学工学部写真工学科を卒業。資生堂宣伝部写真部、博報堂写真部（現・博報堂プロダクツ）を経て、1989年に白鳥写真事務所を設立した。博報堂フォトクリエイティブ在籍中、大貫卓也が創作した多くの作品に関わる。
APA賞、毎日広告デザイン賞最高賞、日経広告賞グランプリ、読売広告大賞金賞、朝日広告賞、APAアワード経済産業大臣賞、ACC全日本CMフェスティバル金賞など、多数の賞を受賞した。
人物や商品など被写体の種別・大小を問わず、起こりうる限りのあらゆる広告撮影に精通するため、大手クライアントやアートディレクターからの信頼が厚く、加えて時代に左右されない普遍的な撮影センスによって、博報堂に在籍した1980年代から現在に至るまで、常に日本の広告写真の第一線で活躍する。

## 主な著作
- 『白鳥写真館』1993年 京都書院
- 『白鳥写真館 -KAO-貌』1999年 グラフィック社 ISBN 9784766111170

## 写真展
- 「The48th Exhibition of The JPS -Professional Members Exhibition 2023-」(2023年 東京都写真美術館・京都市美術館別館)